# Diospyros quercina
Diospyros quercina là một loài thực vật có hoa trong họ Thị. Loài này được (Baill.) ined. mô tả khoa học đầu tiên.